# Округ Злин
Округ Злин (чеш. Okres Zlín) је округ у Злинском крају, у Чешкој Републици. Административно средиште округа је град Злин.

## Становништво
Према подацима о броју становника из 2012. године округ је имао 192.849 становника.